# Arnaud Briand
Arnaud Briand (* 29. April 1970 in Sydney, Nova Scotia) ist ein ehemaliger kanadisch-französischer Eishockeyspieler und jetziger -trainer, der in seiner aktiven Zeit von 1987 bis 2005 unter anderem für die Augsburger Panther in der Deutschen Eishockey Liga und den Luleå HF in der schwedischen Elitserien gespielt hat. 

## Karriere
Arnaud Briand begann seine Karriere als Eishockeyspieler bei den Castors de Saint-Jean, für die er von 1987 bis 1989 in der kanadischen Juniorenliga QMJHL aktiv war. Anschließend spielte der Center zwei Jahre lang für die Profimannschaft von Girondins de Bordeaux in der französischen Ligue Magnus. Daraufhin wechselte er zu dessen Ligarivalen Hockey Club de Reims. In Reims entwickelte sich der Linksschütze zu einem der ligaweit besten Spieler und erhielt 1996 und 1997 zweimal in Folge die Trophée Albert Hassler als bester französischer Spieler der Ligue Magnus. Die Saison 1997/98 beendete er beim HC Courmaosta in der italienischen Serie A1, kehrte jedoch bereits nach acht Spielen, in denen er acht Tore erzielt und weitere neun vorbereitet hatte, nach Reims zurück. Mit seinem Team gewann er in der Saison 1999/2000 erstmals in seiner Laufbahn die französische Meisterschaft. Mit 48 Scorerpunkten in 40 Spielen hatte der Nationalspieler maßgeblichen Anteil am Titelgewinn.
Im Anschluss an den Meistertitel 2000 mit Reims wurde Briand von den Augsburger Panthern aus der Deutschen Eishockey Liga verpflichtet. Bei den Schwaben gelangen ihm in 56 Spielen zwölf Tore und 16 Vorlagen. Daraufhin erhielt er einen Vertrag beim Luleå HF in der schwedischen Elitserien, bei dem er sich jedoch nicht durchsetzen konnte. Von 2002 bis zu seinem Karriereende 2005 im Alter von 35 Jahren stand der vierfache Olympiateilnehmer für Rouen Hockey Élite 76 in der heimischen Ligue Magnus auf dem Eis, mit dem er in der Saison 2002/03 ein weiteres Mal Meister wurde und 2004 und 2005 die Coupe de France, den nationalen Pokalwettbewerb, gewann. In der Saison 2007/08 war Briand als Assistenztrainer unter dem Francokanadier Alain Vogin bei seinem Ex-Club aus Rouen tätig.

### International
Für Frankreich nahm Briand im Juniorenbereich ausschließlich an der U20-Junioren-B-Weltmeisterschaft 1990 teil. Im Seniorenbereich nahm er für Frankreich an den B-Weltmeisterschaften 1991, 2002 und 2003 sowie den A-Weltmeisterschaften 1994, 1996, 1997, 1998, 1999, 2000 und 2004 teil. Zudem stand er im Aufgebot der Franzosen bei den Olympischen Winterspielen 1992 in Albertville, 1994 in Lillehammer, 1998 in Nagano und 2002 in Salt Lake City sowie bei der Qualifikation für die Winterspiele 2002. Insgesamt absolvierte Briand 93 Länderspiele für Frankreich, in denen er 27 Tore erzielte und weitere 21 vorbereitete.

## Erfolge und Auszeichnungen
| - 1996 Trophée Albert Hassler - 1997 Trophée Albert Hassler - 2000 Französischer Meister mit dem Hockey Club de Reims - 2003 Französischer Meister mit Rouen Hockey Élite 76 | - 2004 Coupe de France mit Rouen Hockey Élite 76 - 2005 Coupe de France mit Rouen Hockey Élite 76 - 2017 Aufnahme in den Temple de la renommée du hockey français |

### International
- 1991 Aufstieg in die A-Weltmeisterschaft bei der B-Weltmeisterschaft
- 2003 Aufstieg in die Top Division bei der Weltmeisterschaft der Division I